# Parenthèses de Lagrange
 (février 2025).
 (février 2025).
 (février 2025).
Les parenthèses de Lagrange, introduites par Joseph Louis Lagrange en 1808-1810, sont des expressions nées pour les besoins de la formulation mathématique de la mécanique classique. Elle sont liées entre autres aux parenthèses de Poisson, mais sont rarement utilisées aujourd'hui.

## Définition
Supposons que (q1, ..., qn, p1, ..., pn) soit un système de coordonnées canoniques sur un espace de phase. Si chacune des coordonnées de ce système est exprimée comme une fonction de deux variables, u et v, alors le support de Lagrange de u et v est défini par la formule suivante
{\displaystyle [u,v]_{p,q}=\sum _{i=1}^{n}\left({\frac {\partial q_{i}}{\partial u}}{\frac {\partial p_{i}}{\partial v}}-{\frac {\partial p_{i}}{\partial u}}{\frac {\partial q_{i}}{\partial v}}\right).}

## Propriétés
- Les crochets de Lagrange ne dépendent pas du système de coordonnées canoniques ( q, p ). Si ( Q, P ) = ( Q 1, ..., Q n, P 1, ..., P n ) est un autre système de coordonnées canoniques, de sorte que {\displaystyle Q=Q(q,p),P=P(q,p)} est une transformation canonique, alors le crochet de Lagrange est un invariant de la transformation, dans le sens où {\displaystyle [u,v]_{q,p}=[u,v]_{Q,P}} Par conséquent, les indices indiquant les coordonnées canoniques sont souvent omis.
- Si Ω est la forme symplectique sur l'espace des phases de dimension 2n W et u 1,... , u 2n forme un système de coordonnées sur W, la forme symplectique peut s'écrire comme {\displaystyle \Omega ={\frac {1}{2}}\Omega _{ij}du^{i}\wedge du^{j}} où la matrice {\displaystyle \Omega _{ij}=[u_{i},u_{j}]_{p,q},\quad 1\leq i,j\leq 2n} représente les composantes de Ω, vues comme un tenseur, dans les coordonnées u . Cette matrice est l'inverse de la matrice formée par les crochets de Poisson {\displaystyle \left(\Omega ^{-1}\right)_{ij}=\{u_{i},u_{j}\},\quad 1\leq i,j\leq 2n} des coordonnées u.
- En corollaire des propriétés précédentes, les coordonnées ( Q 1, ..., Q n, P 1, ..., P n ) sur un espace des phases sont canoniques si et seulement si les crochets de Lagrange entre elles ont la forme {\displaystyle [Q_{i},Q_{j}]_{p,q}=0,\quad [P_{i},P_{j}]_{p,q}=0,\quad [Q_{i},P_{j}]_{p,q}=-[P_{j},Q_{i}]_{p,q}=\delta _{ij}.}

## Matrice de Lagrange dans les transformations canoniques
On considère la transformation canonique suivante : {\displaystyle \eta ={\begin{bmatrix}q_{1}\\\vdots \\q_{N}\\p_{1}\\\vdots \\p_{N}\\\end{bmatrix}}\quad \rightarrow \quad \varepsilon ={\begin{bmatrix}Q_{1}\\\vdots \\Q_{N}\\P_{1}\\\vdots \\P_{N}\\\end{bmatrix}}}
Définition {\textstyle M:={\frac {\partial (\mathbf {Q} ,\mathbf {P} )}{\partial (\mathbf {q} ,\mathbf {p} )}}}, la matrice de Lagrange est définie comme {\textstyle {\mathcal {L}}(\eta )=M^{T}JM}, où {\displaystyle J} est la matrice symplectique sous les mêmes conventions utilisées pour ordonner l'ensemble des coordonnées. Il résulte de la définition que :
{\displaystyle {\mathcal {L}}_{ij}(\eta )=[M^{T}JM]_{ij}=\sum _{k=1}^{N}\left({\frac {\partial \varepsilon _{k}}{\partial \eta _{i}}}{\frac {\partial \varepsilon _{N+k}}{\partial \eta _{j}}}-{\frac {\partial \varepsilon _{N+k}}{\partial \eta _{i}}}{\frac {\partial \varepsilon _{k}}{\partial \eta _{j}}}\right)=\sum _{k=1}^{N}\left({\frac {\partial Q_{k}}{\partial \eta _{i}}}{\frac {\partial P_{k}}{\partial \eta _{j}}}-{\frac {\partial P_{k}}{\partial \eta _{i}}}{\frac {\partial Q_{k}}{\partial \eta _{j}}}\right)=[\eta _{i},\eta _{j}]_{\varepsilon }}
La matrice de Lagrange satisfait les propriétés connues suivantes : {\displaystyle {\begin{aligned}{\mathcal {L}}^{T}&=-{\mathcal {L}}\\|{\mathcal {L}}|&={|M|^{2}}\\{\mathcal {L}}^{-1}(\eta )&=-M^{-1}J(M^{-1})^{T}=-{\mathcal {P}}(\eta )\\\end{aligned}}} où le {\textstyle {\mathcal {P}}(\eta )} est connue sous le nom de matrice de Poisson et dont les éléments correspondent à des crochets de Poisson. La dernière identité peut également être énoncée comme suit : {\displaystyle \sum _{k=1}^{2N}\{\eta _{i},\eta _{k}\}[\eta _{k},\eta _{j}]=-\delta _{ij}} Notez que la sommation ici implique des coordonnées généralisées ainsi qu’une impulsion généralisée.
L'invariance du support de Lagrange peut être exprimée comme : {\textstyle [\eta _{i},\eta _{j}]_{\varepsilon }=[\eta _{i},\eta _{j}]_{\eta }=J_{ij}}, ce qui conduit directement à la condition symplectique: {\textstyle M^{T}JM=J}.